# 鳳凰淚
《鳳凰淚》（英語：Only Yesterday）由楊甦執導，為鳳飛飛主演的第三部電影，描述女主角淪陷在一場被欺騙的感情中，對方是有家庭的男人，事發後獨自面對單親媽媽的心路歷程，最後竟也死於對方懷中。

## 劇情概述
蝶倫（鳳飛飛 飾) 在不知情的情況下，愛上有婦之夫的富家子弟慕天（王羽 飾)，對方已有兩個孩子，不久後展開了戀愛隨之懷孕，蝶倫不想因為自己介入而破壞慕天一家人，獨自離開傷心地，悄悄地在一間工廠生下兒子，但沒有父親便無法報戶口，屢受同儕嘲笑及欺負。蝶倫覺得這不是辦法，於是鼓起勇氣找慕天及他妻子（沈海蓉 飾) 溝通，讓孩子能與他們同住，有個爸爸的完整家庭，但缺乏了原來的母愛，始終還是得不到快樂。兒子在某場颱風夜，自己走出臥室、淋雨到院子大門外，大門也隨風勢反鎖，此時母愛的偉大使蝶倫感受到孩子需要媽媽，從夢中嚇醒跑去慕天家，果真一眼就見撞兒子濕淋淋蹲在家門口，心急如焚衝去抱兒子時，竟被喝酒醉的慕天開車撞死，蝶倫愛在背叛他的人身上也死在他的懷裡，青春年華圍繞在慕天。

## 外部連結
- 開眼電影網上《鳳凰淚》的資料（繁體中文）
- 豆瓣电影上《鳳凰淚》的資料 （简体中文）